# Pele van Anholt
Kingsley Pele van Anholt (* 23. dubna 1991, Sneek, Nizozemsko) je nizozemský fotbalový obránce, který hraje v nizozemském klubu SC Heerenveen.

## Klubová kariéra
Van Anholt nastoupil do profesionálního fotbalu v srpnu 2010 v dresu FC Emmen, kam byl poslán na hostování z mládežnického týmu Heerenveenu. V létě 2011 se vrátil do SC Heerenveen a propracoval se do A-týmu.